# Henning Arntz
Knut Henning Arntz, född den 25 januari 1885 i Norrköping, död den 6 april 1964 i Stockholm, var en svensk militär.

## Biografi
Arntz avlade officersexamen 1905 och intendentsexamen 1910. Han blev underlöjtnant vid Göta trängkår 1905, underintendent (med löjtnants rang) 1910 och kapten i intendenturkåren 1915. Arntz var chef för Första intendenturkompaniet 1917–1922, lärare vid Krigsskolan 1916–1925 och vid Krigshögskolan 1924–1926. Han befordrades till major 1926, till överstelöjtnant 1930 och till överste 1935. Arntz var chef för intendenturstaben 1935–1944 och övergick som överste till reserven 1945. Han invaldes som ledamot av Krigsvetenskapsakademien 1935. Arntz vilar på Djursholms begravningsplats.

## Utmärkelser
- Riddare av första klassen av Kungliga Svärdsorden, 1926
- Riddare av första klassen av Kungliga Vasaorden, 1928
- Riddare av första klassen av Kungliga Nordstjärneorden, 1937
- Kommendör av andra klassen av Kungliga Svärdsorden, 1938.
- Kommendör av första klassen av Kungliga Svärdsorden, 1941